# Кокал
Кока́л (грец. Κώκαλος) — персонаж давньогрецької міфології, сицилійський цар, до якого після загибелі Ікара прибув Дедал.
Цар Каміка в Сицилії. Керував Сицилією після знищення циклопів. Цар сиканів. Гостинно прийняв Дедала, що втік з Криту від царя Міноса. Щоб впізнати переодягненого втікача, Мінос, котрий прибув до Сицилії, поставив завдання: пропустити нитку крізь спіральну раковину. Дедал зміг вирішити її, запрягаючи в нитку мураху, чим і видав себе. Тоді доньки Кокала — кокаліди — посадили Міноса в чан з кип'ятком.